# 감이천
감이천(甘二川)은 성내천의 지천으로, 경기도 하남시에서 발원한다. 시설물에 따라 감천(甘川)으로 표기하기도 한다.

## 다리
- 감천1교 : 올림픽선수촌아파트 245동과 322동을 연결하는 다리이다.
- 감천2교 : 올림픽선수촌아파트 단지 내 오륜동파출소와 올림픽선수촌아파트 316동을 연결하는 다리이다.
- 감천3교 : 올림픽선수촌아파트 257동과 324동을 연결하는 감천에 있는 다리이다.
- 서부교 : 동남로가 위를 지나는 다리이다.